# Bernie Ecclestone

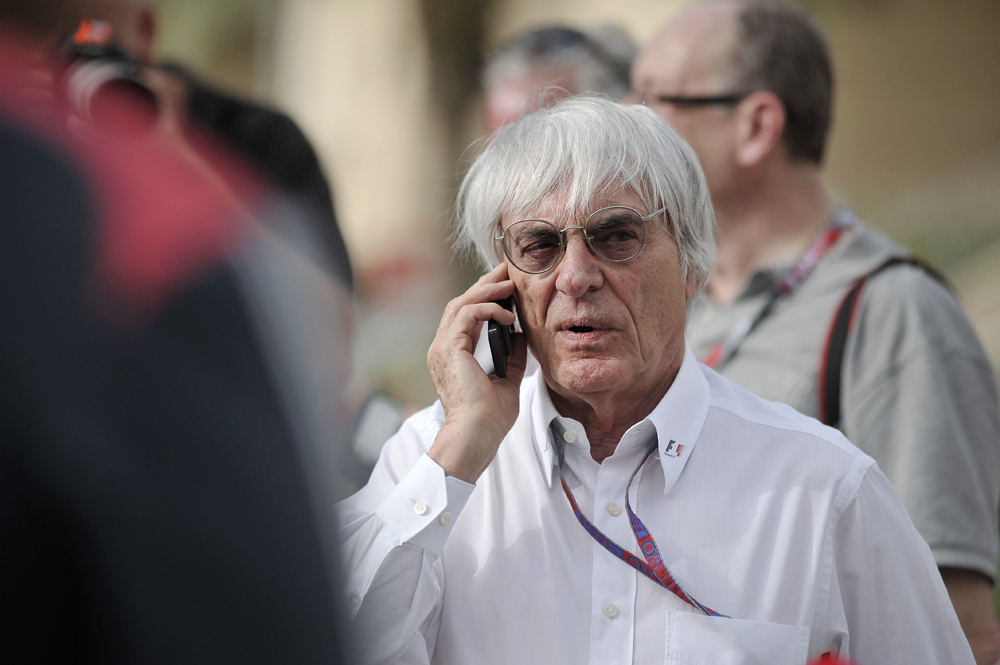
Ecclestone beim Großen Preis von Bahrain 2012

Bernard Charles „Bernie“ Ecclestone (* 28. Oktober 1930 in Ipswich, Suffolk, England) ist ein britischer Automobilsport-Funktionär, Unternehmer und war bis 2017 Geschäftsführer der Formel-1-Holding SLEC (Formula One Group).

## Leben
Bernie Ecclestone wurde als Sohn eines Fischkutter-Kapitäns und einer Hausfrau am 28. Oktober 1930 in Ipswich geboren. Aufgewachsen in Bexleyheath im Londoner Stadtbezirk Bexley, beendete er mit 16 Jahren die Schule und fand bei den örtlichen Stadtwerken eine Arbeitsstelle.
In seinen frühen Jahren fuhr Ecclestone bis 1958 selbst Autorennen. So war er für die Teilnahme an zwei Formel-1-Rennen der Automobil-Weltmeisterschaft 1958 gemeldet: beim Großen Preis von Monaco und beim Großen Preis von Großbritannien. Allerdings konnte er sich beide Male nicht für das Rennen qualifizieren.
Außerdem war Ecclestone der Manager und Besitzer des Connaught-Teams und später des Brabham-Teams. Dazwischen firmierte er für einige Zeit als Manager von Jochen Rindt. Ab Anfang der 1970er Jahre investierte Ecclestone seine Arbeitskraft in die Professionalisierung der Formel 1 und vermarktete seitdem weltweit deren Rennveranstaltungen an Fernsehsender und Werbefirmen. Er war bis zum 23. Januar 2017 Geschäftsführer der Formula One Group.
Am 1. September 2007 kauften Ecclestone und der damalige Renault-Teamchef Flavio Briatore den Londoner Fußballverein Queens Park Rangers. Die Kaufsumme betrug 1,5 Millionen Euro, zudem wurden Verbindlichkeiten in Höhe von 19,5 Millionen Euro getilgt.
Ecclestone ist zum dritten Mal verheiratet und hat aus seinen Ehen vier Kinder.
- 1952 heiratete er seine Freundin Ivy Bamford. Sie bekamen die Tochter Deborah (* 1955). Von Deborah stammt Ecclestones erster Enkel, der mittlerweile selbst Kinder hat und so Ecclestone zum Urgroßvater machte.[3]
- Nach 17 Jahren Beziehung mit Tuana Tan aus Singapur[3] war er von 1985 bis 2009 mit der 28 Jahre jüngeren Slavica Ecclestone (geb. Radić) verheiratet, einem ehemaligen Armani-Model aus Rijeka in Kroatien. Sie haben zwei Töchter, Tamara (* 1984) und Petra (* 1988).[4][5]
- 2012 heiratete Ecclestone die Brasilianerin Fabiana Flosi (* 1976). 2020 – Ecclestone war 89 Jahre alt – wurde der gemeinsame Sohn Ace geboren.

Ecclestone wohnte in der Straße Kensington Palace Gardens in London.

## Kontroversen
- Im Mai 2007 löste Ecclestone einen Skandal aus, als er damit drohte, den bereits ausverhandelten neuen Stadtkurs von Valencia nicht zu realisieren, falls die konservative Partido Popular die bevorstehende Regionalwahl nicht gewinnen würde; dies wurde als Erpressung und politische Einmischung interpretiert.
- Am 4. Juli 2009 erschien in der britischen Times ein Interview mit Ecclestone, in dem er die Politiker von heute mit Adolf Hitler (able to get things done, „in der Lage, Dinge geregelt zu bekommen“) verglich und seine politischen Ansichten kundgab. Die Politiker von heute hätten zu viel Angst vor Wahlen und ließen Großbritannien untergehen. Er vertrat die Meinung, dass Hitler eigentlich kein wahrer Diktator war. Seiner Ansicht nach würde der damalige FIA-Präsident Max Mosley, ein Sohn des bekannten britischen Faschisten Oswald Mosley, einen guten Premierminister für Großbritannien abgeben. Für seine Aussagen wurde er von politischen und jüdischen Gruppierungen gerügt und kritisiert.[6] Der Zentralrat der Juden in Deutschland forderte die Formel-1-Teams auf, Ecclestone zu boykottieren.[7] Ecclestone entschuldigte sich später für seine Äußerungen.[8]
- Während des Prozesses wegen Korruption gegen den ehemaligen Vorstand der BayernLB, Gerhard Gribkowsky, wurde Bernie Ecclestone vom leitenden Oberstaatsanwalt beschuldigt, dem später zu einer Haftstrafe von achteinhalb Jahren verurteilten ehemaligen Bankvorstand 44 Millionen US-Dollar Schmiergeld gezahlt zu haben. Hintergrund war angeblich die drohende Übernahme der Formel-1-Holding durch die daran beteiligten Autokonzerne und Banken, die im anhaltenden Streit um die Aufteilung der Milliarden-Erlöse bereits Ecclestones Entlassung als Rennsportchef diskutiert hätten. Ecclestone hätte durch die Schmiergeldzahlungen erreicht, dass die BayernLB als Haupteigner ihre gesamten Anteile an einen von Ecclestone ausgewählten Partner verkaufte. Ecclestone bestritt die Anschuldigungen.[9]
- Mitte Juli 2013 erhob die Staatsanwaltschaft vor dem Landgericht München I Anklage gegen Ecclestone wegen Bestechung und Anstiftung zur Untreue in einem besonders schweren Fall.[10][11] Ab Ende April 2014 wurde der Fall verhandelt. Ursprünglich waren 26 Prozesstage angesetzt. Das Verfahren wurde am 5. August 2014 nach § 153a StPO gegen Zahlung einer Geldauflage in Höhe von 100 Millionen US-Dollar (etwa 75 Millionen Euro) eingestellt.[12] Diese Absprache wurde in deutschen Medien kritisch rezipiert.[13][14]
- Im Juli 2020 erklärte Ecclestone in einem Interview[15] über die Black-Lives-Matter-Proteste nach dem Todesfall George Floyd und den Bemühungen des Weltmeisters Lewis Hamilton für eine integrative Zukunft in der Formel 1 mit der ins Leben gerufenen Kommission zur Förderung Dunkelhäutiger: „In vielen Fällen sind Schwarze rassistischer als Weiße.“ Hamilton reagierte mit scharfer Kritik auf Ecclestones Aussagen, diese seien „ignorant und ungebildet“; ihm sei nun völlig klar, warum die Formel 1 unter Ecclestone nie etwas gegen Rassismus getan habe. Zuvor hatte sich die Formel 1 bereits in scharfer Form von Ecclestone distanziert.[16][17][18]

## Verfahren zu Steuerhinterziehung
Eine Anklage in London warf dem ehemaligen Formel-1-Chef vor, Auslandsvermögen in Höhe von mehr als 400 Mio. Pfund (rund 463 Mio. Euro) bei der Steuer falsch angegeben zu haben. Am 12. Oktober 2023 gestand Ecclestone und einigte sich mit der britischen Steuerbehörde HMRC auf die Zahlung von  652 Mio. Pfund (755,81 Mio. Euro). 17 Monate  Haftstrafe wegen Steuerbetrugs wurden auf zwei Jahre zur Bewährung ausgesetzt. Neben London wurde auch Gstaad als Wohnort angegeben, weshalb sich nun auch die Behörden des Kantons Bern für den Fall interessieren. In Gstaad genießt er die Vorzüge einer Pauschalbesteuerung.

## Sonstiges
- In der alljährlichen Liste der reichsten Briten, die von der Sunday Times erstellt wird, liegt Ecclestone mit einem Vermögen von rund 2,5 Milliarden Britischen Pfund auf Platz 65 (Stand: 2021)[21].
- Zusammen mit dem Luxemburger Kapitalfonds Genii Capital[22] wollte Ecclestone im Februar 2010 kurz vor „Torschluss“ einen Mehrheitsanteil von Saab erwerben.[23]

## Auszeichnungen

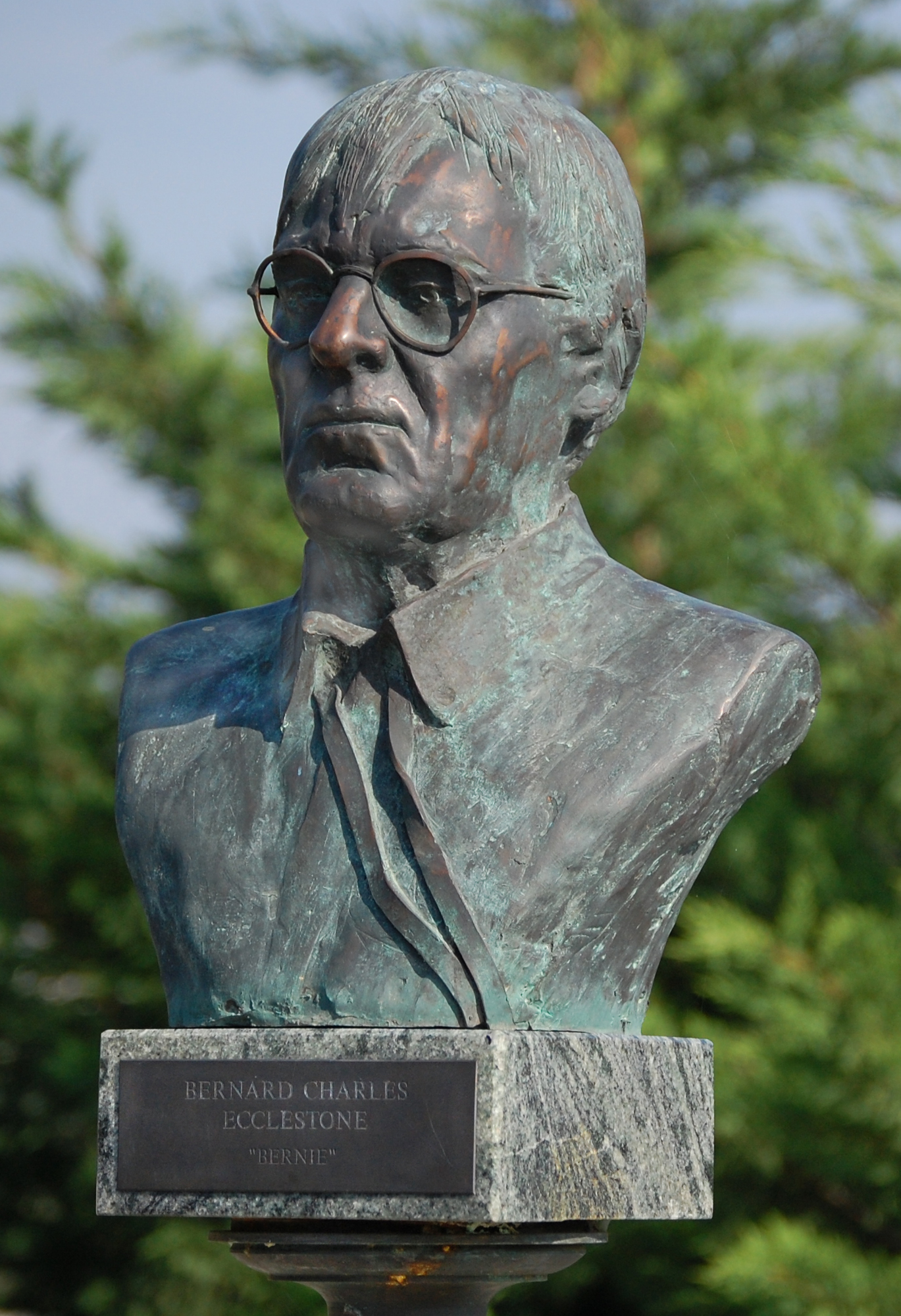
Ecclestone-Bronzebüste am Hungaroring

- 2000: Großes Goldenes Ehrenzeichen für Verdienste um die Republik Österreich[24]
- 2004: Ehrenbürgerschaft von Montreal[25]

- Bronzebüste am Hungaroring in Ungarn für seine Verdienste um den ungarischen Motorsport
- Kommandeur des Ordens des heiligen Karl (2006)